# Miguel Rodríguez MacKay
Miguel Rodríguez MacKay, né le 7 juillet 1967, est un avocat et homme politique péruvien. Il est ministre des Affaires étrangères dans le quatrième gouvernement de Pedro Castillo du 5 août au 13 septembre 2022.

## Biographie

### Parcours professionnel

#### Universitaire
Miguel Rodríguez MacKay est diplômé en tant qu'avocat de l'université nationale principale de San Marcos et titulaire d'une maîtrise en relations internationales et commerce de l'institut de l'université de San Martín de Porres (en).
Il est vice-chancelier des affaires étrangères de l'Institut et ancien doyen de la faculté de droit, de sciences politiques et de relations internationales de l'université technologique du Pérou (es) (UTP).

#### Professionnel
Miguel Rodríguez MacKay est professeur de droit international au comité juridique interaméricain de l'OEA et membre à part entière de la Société péruvienne de droit international et membre de l'Académie interaméricaine de droit international et comparé.
Mackay est également président de l'Institut péruvien de droit international et de relations internationales (Ipediri) et docteur honoris causa de l'Université de Silvanner au Panama.
Il a également participé en tant que conseiller juridique au groupe de travail du procès que le Pérou a suivi des limites maritimes devant la Cour internationale de justice de la Commission des relations étrangères du Congrès de la République entre 2012 et 2013.

#### Cabinets ministériels
En juin de cette année, MacKay a été nommé à la tête du cabinet des conseillers du bureau ministériel du ministère du développement agraire et de l'irrigation (Midagri). Il a également été chef du cabinet des conseillers du ministère de la Femme et des Populations vulnérables.
De même, il a été consultant au cabinet du ministère de la Défense entre 2018 et 2019, ainsi que consultant auprès du sous-ministre du secteur de la défense entre 2019 et 2020.

### Parcours politique
Entre 2015 et 2017, MacKay est militant et inscrit au sein du parti Pérou possible, au même moment que le président Pedro Castillo.
Le 5 août 2022, il est nommé ministre des Affaires étrangères  dans le quatrième gouvernement de Pedro Castillo.
Sur la question des relations internationales, il est proche du président, partageant l'importance du Forum de São Paulo pour structurer la gauche latino-américaine. Dès sa nomination, l'Organisation nationale des femmes indigènes, andines et amazoniennes du Pérou (ONAMIAP) exige sa démission, notamment car MacKay est contre la signature de l'accord d'Escazú.
Le 18 août 2022, Miguel Rodríguez MacKay annonce que le Pérou rompt ses relations diplomatiques avec la République arabe sahraouie démocratique. La décision a été prise à l'issue d'un entretien téléphonique avec son homologue marocain Nasser Bourita. À l'issue de l'entretien et la publication du communiqué, le gouvernement marocain s'est félicité de l'annonce.
En septembre 2021, le ministre Óscar Maúrtua et le président Pedro Castillo annonçait que le Pérou avait choisi de rétablir les relations diplomatiques avec la République arabe sahraouie démocratique, Castillo évoquant l'autodétermination des peuples.
Le 10 septembre 2022, il démissionne de sa fonction de ministre des Affaires étrangères. Après un mois en tant que ministre, le principal désaccord notamment avec le président Pedro Castillo porte sur la reconnaissance et le rétablissement des liens diplomatiques de la République arabe sahraouie démocratique, que Pedro Castillo a effectué deux jours auparavant, le 8 septembre.